# Bergfink

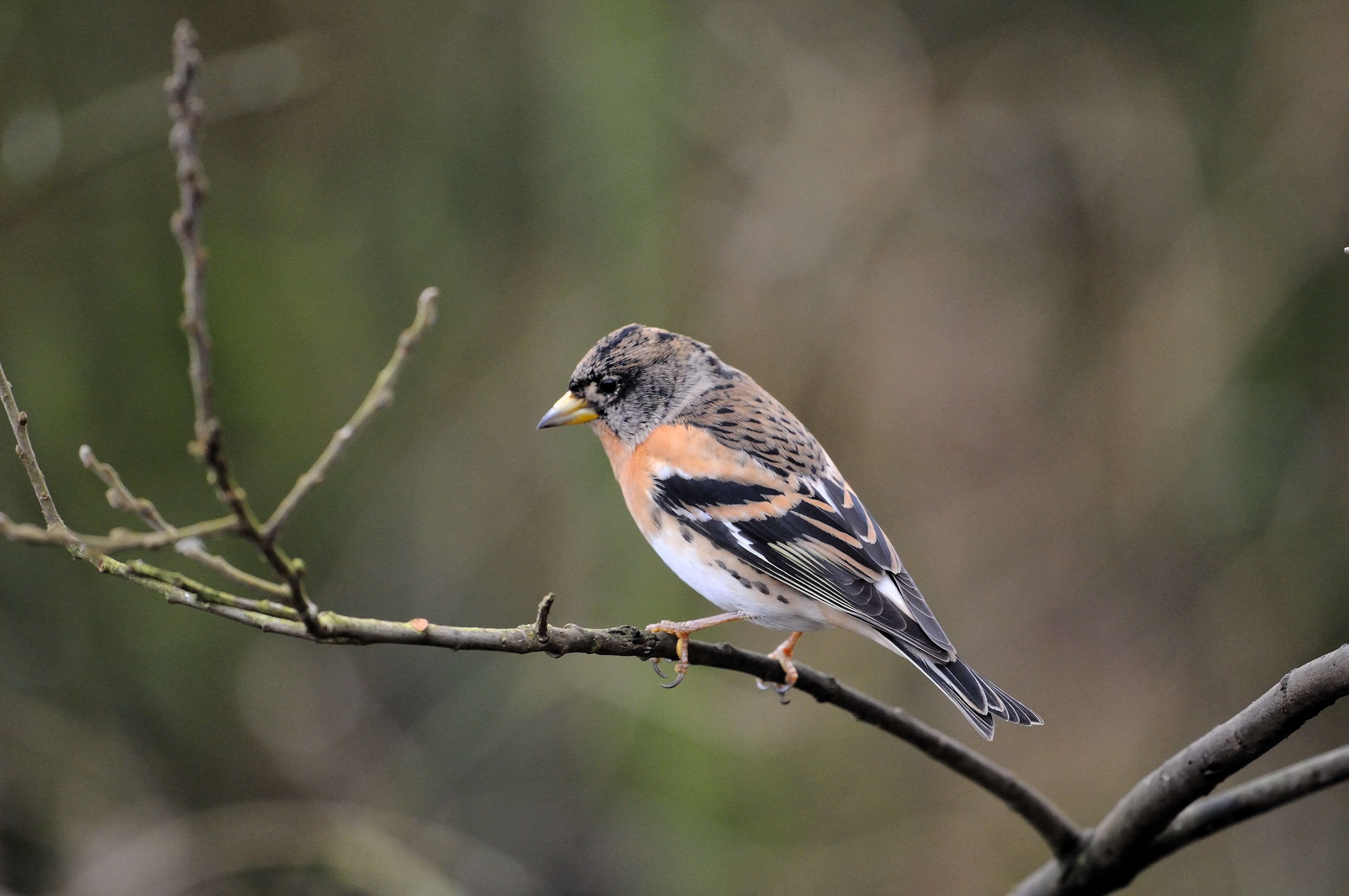
Männchen im Übergang vom Winter- zum Prachtkleid

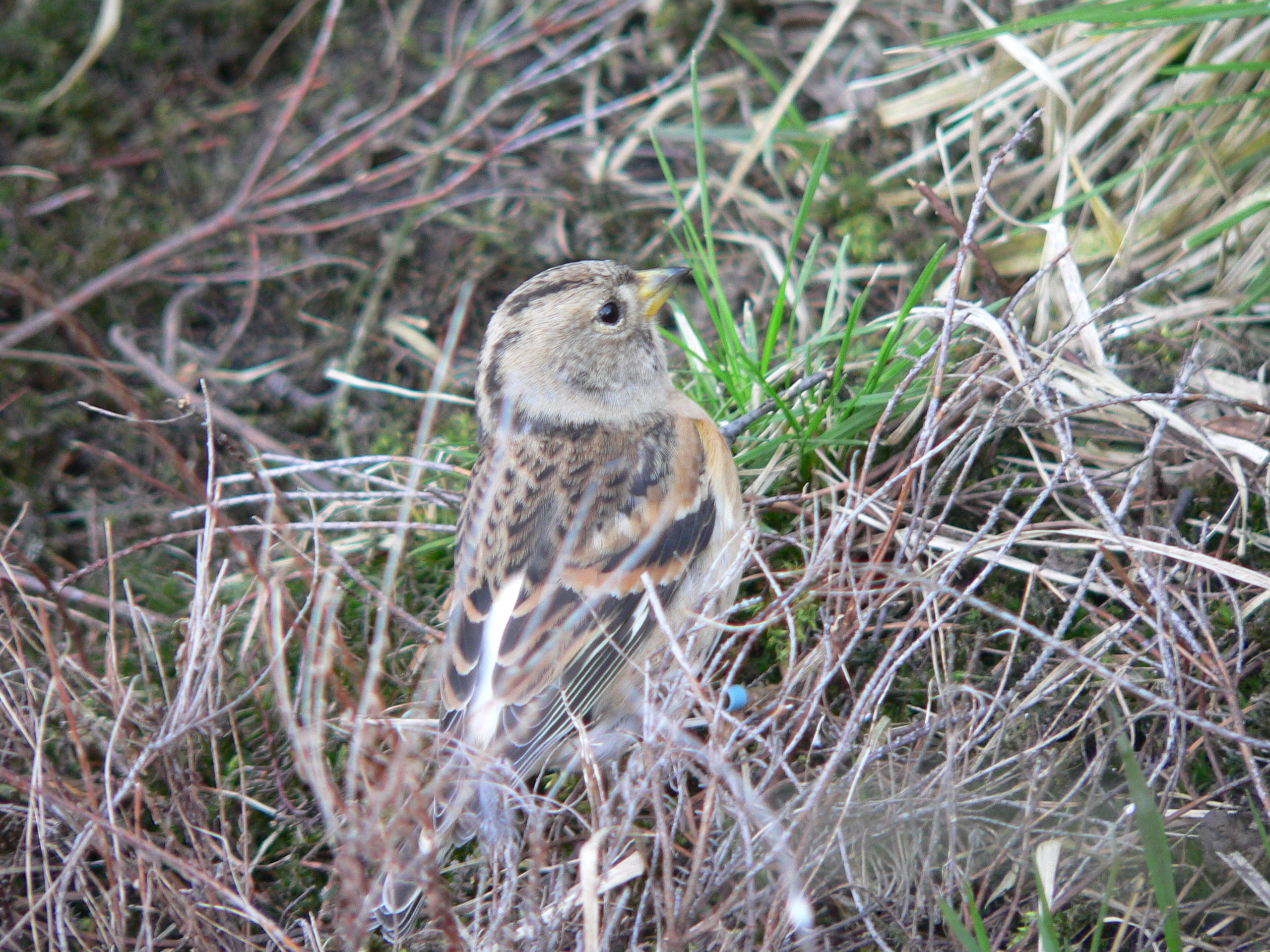
Bergfink, Weibchen

Der Bergfink oder Nordfink (Fringilla montifringilla) ist eine Singvogelart aus der Unterfamilie der Edelfinken (Fringillinae) innerhalb der Familie der Finken (Fringillidae). Unter den Finken zeigt er das ausgeprägteste Zugverhalten.

## Aussehen
Der Bergfink ist mit 15 cm Körperlänge ein etwa sperlingsgroßer Fink. Im Winterhalbjahr zeigt der männliche Bergfink einen bräunlichgrau gefiederten Kopf, Nacken und Vorderrücken. Im Sommerhalbjahr sind diese dagegen schwarz. Brust und Schulterfleck sind orangefarben gefiedert. Am unteren Schwanz sowie am Bauch und an der Hinterbrust befindet sich weißes Gefieder.
Das Weibchen ist deutlich schlichter gefärbt. Es hat einen bräunlichen Kopf, bei dem sich dunkle Streifen auf dem Oberkopf befinden. Braun gefleckt ist auch der Rücken, und die Brust ist deutlich matter orange gefärbt als die des Männchens.

## Stimme
Gesang – grob, laut trrrrrr (es ist dem Fragment des Gesanges Grünfink ähnlich). Der Schrei – heftig tschjää, während des Flugs – die kurzen Laute tk-tk.

## Verbreitung

Verbreitung des Bergfinks:
Brutgebiete
Ganzjähriges Vorkommen
Überwinterungsgebiete
Streifzüge (Saisonalität unsicher)

Der Bergfink grenzt an das Verbreitungsgebiet des Buchfinken an und ist vor allem in den skandinavischen Birkenwäldern beheimatet. Er ist von Norwegen bis nach Kamtschatka verbreitet. In Europa findet man diesen Vogel bis an die südliche Grenze von Norwegen, Mittelschweden, Südfinnland sowie im nördlichen und mittleren Russland. Nur in Ausnahmefällen brüten Bergfinken auch in Mitteleuropa.
In seinem Verbreitungsgebiet ist der Bergfink neben dem Fitis der häufigste Brutvogel. Während der Zugzeit verlässt er sein Brutgebiet vollständig. Er ist dann in Mitteleuropa in den verschiedensten Lebensräumen anzutreffen. Man findet ihn vor allem in Wäldern mit Buchenbeständen; so z. B. im schwäbischen Schönbuch. 
Zum Nächtigen fallen die Vögel dann in der Abenddämmerung oft wochenlang lokal in Millionenschwärmen in bestimmte Fichtenforste ein. So im Hochwinter 2010 bis zum 17. März im Hotzenwald bei Görwihl und ab ca. 19. Dezember 2014 mindestens einen Monat lang im Südbadischen zwischen Schopfheim und dem Ort Hasel am Ostrand des Landkreises Lörrach – beobachtet, fotografiert und gefilmt von Tausenden Interessierten, auch aus der Schweiz. Im Jänner 2009 wurde erstmals ein solcher Massenschlafplatz auch in Österreich festgestellt. In der Nähe von Lödersdorf in der Oststeiermark konnten 3 bis 4 Millionen Individuen gezählt werden. Die ersten Berichte von riesigen Bergfinken-Massenschlafplätzen gehen zurück bis ins 15. Jahrhundert, und die meisten derartigen Ereignisse wurden bislang in der Schweiz festgestellt. Seither wurden Massenschlafplätze in Luxemburg, Frankreich, Süddeutschland, Slowenien und zuletzt auch in Österreich und der Slowakei dokumentiert.
Bergfinken sind in dieser Zeit gelegentlich auch an Futterplätzen zu beobachten, wo sie mit Vorliebe Sonnenblumenkerne verzehren.

## Nahrung
Ähnlich wie der Buchfink lebt der Bergfink während der Sommerzeit von Insekten und Wirbellosen. Im Winterhalbjahr frisst er vor allem Sämereien, wobei Bucheckern darunter einen großen Anteil ausmachen.

## Jagd
Von alters her bis zum Verbot der Vogeljagd 1908 wurde in der Südpfalz des Nachts Jagd auf Bergfinken mit Hilfe von Blasrohren und Tonkugeln gemacht. Die Tiere saßen dicht nebeneinander auf den Zweigen der Kiefern und Fichten. Wurde ein Vogel vom Baum geschossen, so sind die anderen Tiere wieder zusammengerückt, um die Lücke zu schließen. Somit waren die Bergfinken leichte Beute.
In der Südpfalz wird der Bergfink auch Böhämmer oder Behemmer genannt (von Beheimer, Ableitung zu Beheim ‚Böhmen‘), eine Bezeichnung für Zugvögel, die als Vagabunden unter den Vögeln angesehen werden.

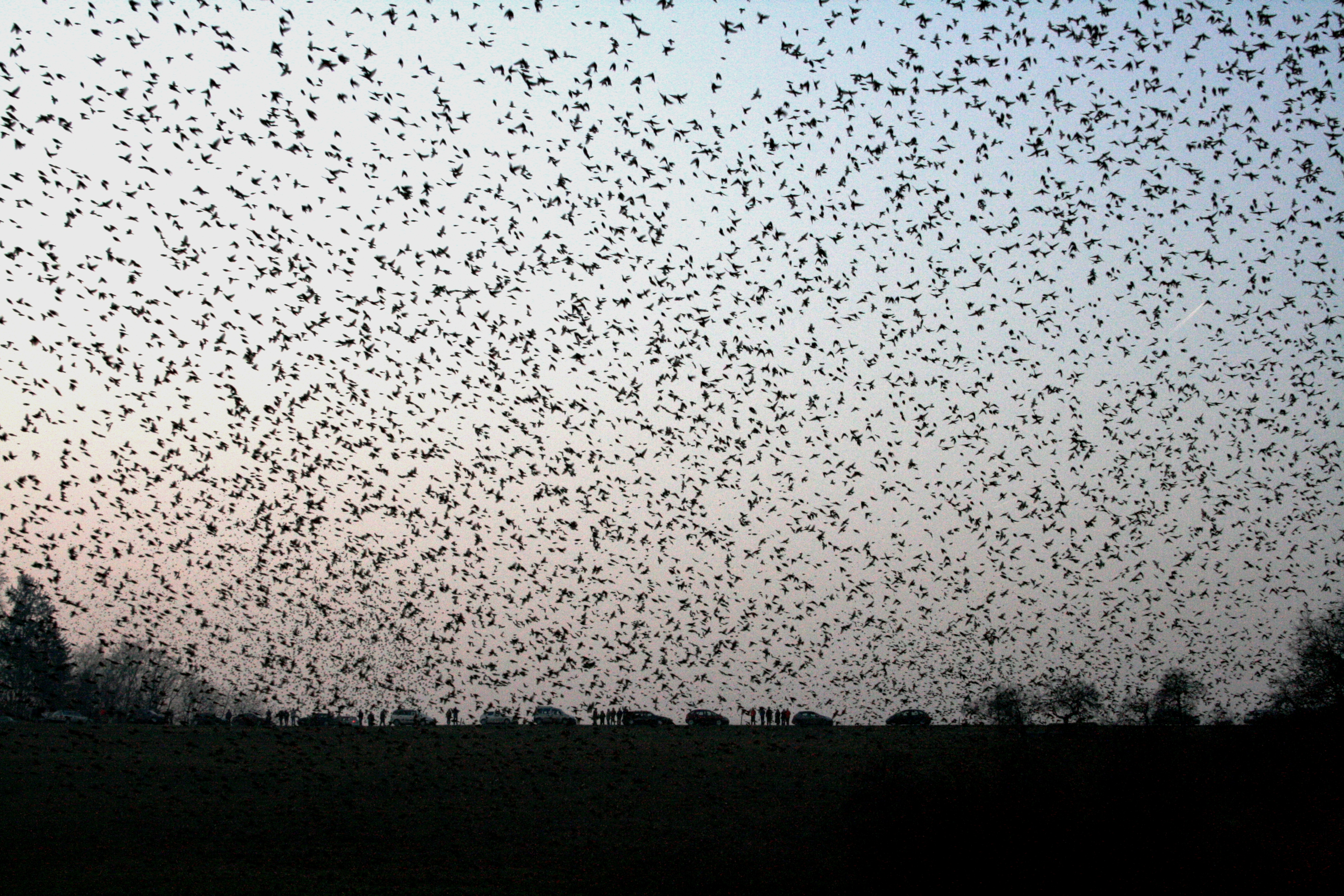
Gelegentlich bilden Bergfinken riesige Schwärme. Im Januar 2009 war ein Schwarm aus vier Millionen Tieren in Lödersdorf (Steiermark) zu sehen.
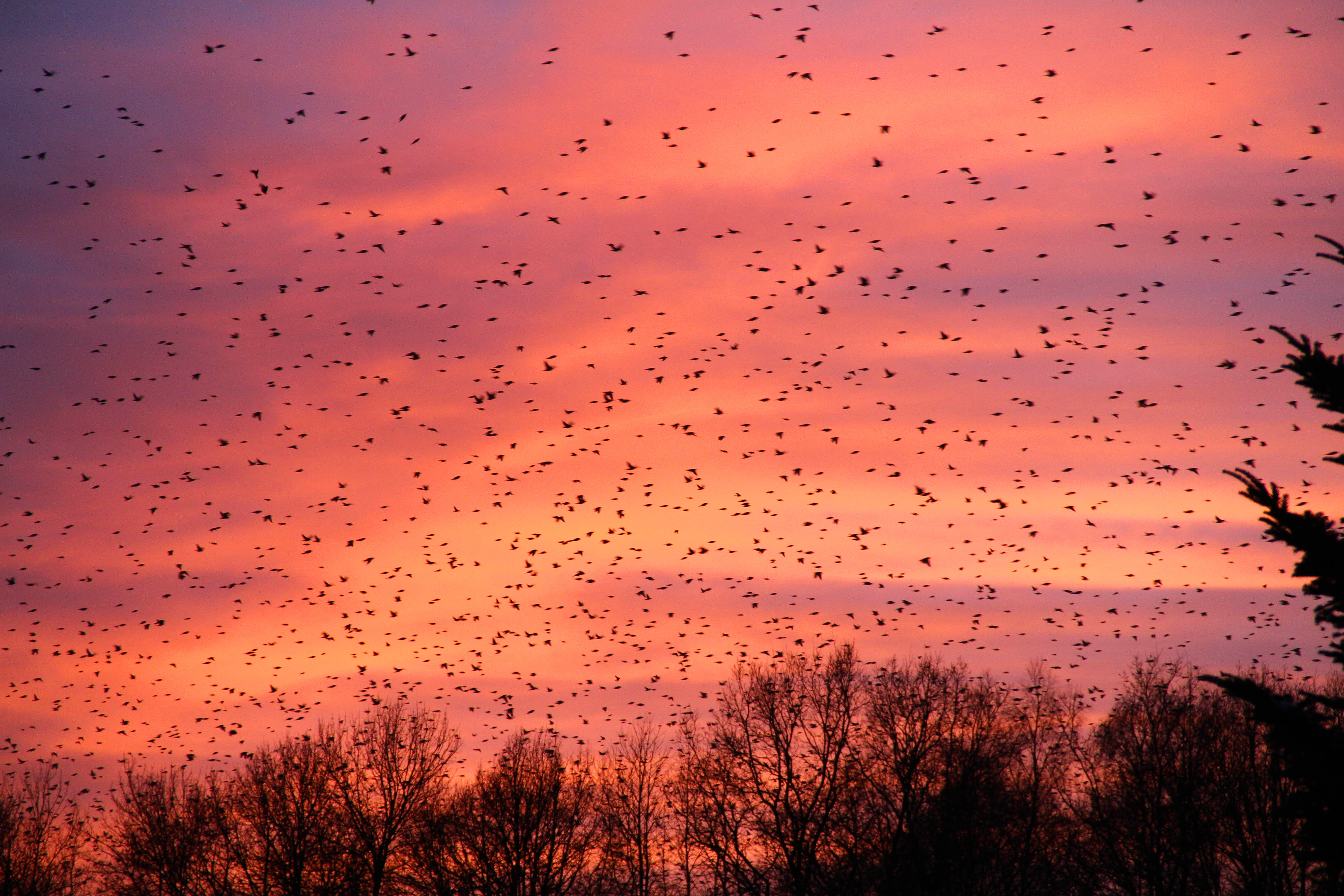
Bergfinken beim abendlichen Anflug zur Winter-Rast – hier in Haiger-Steinbach (Hessen)
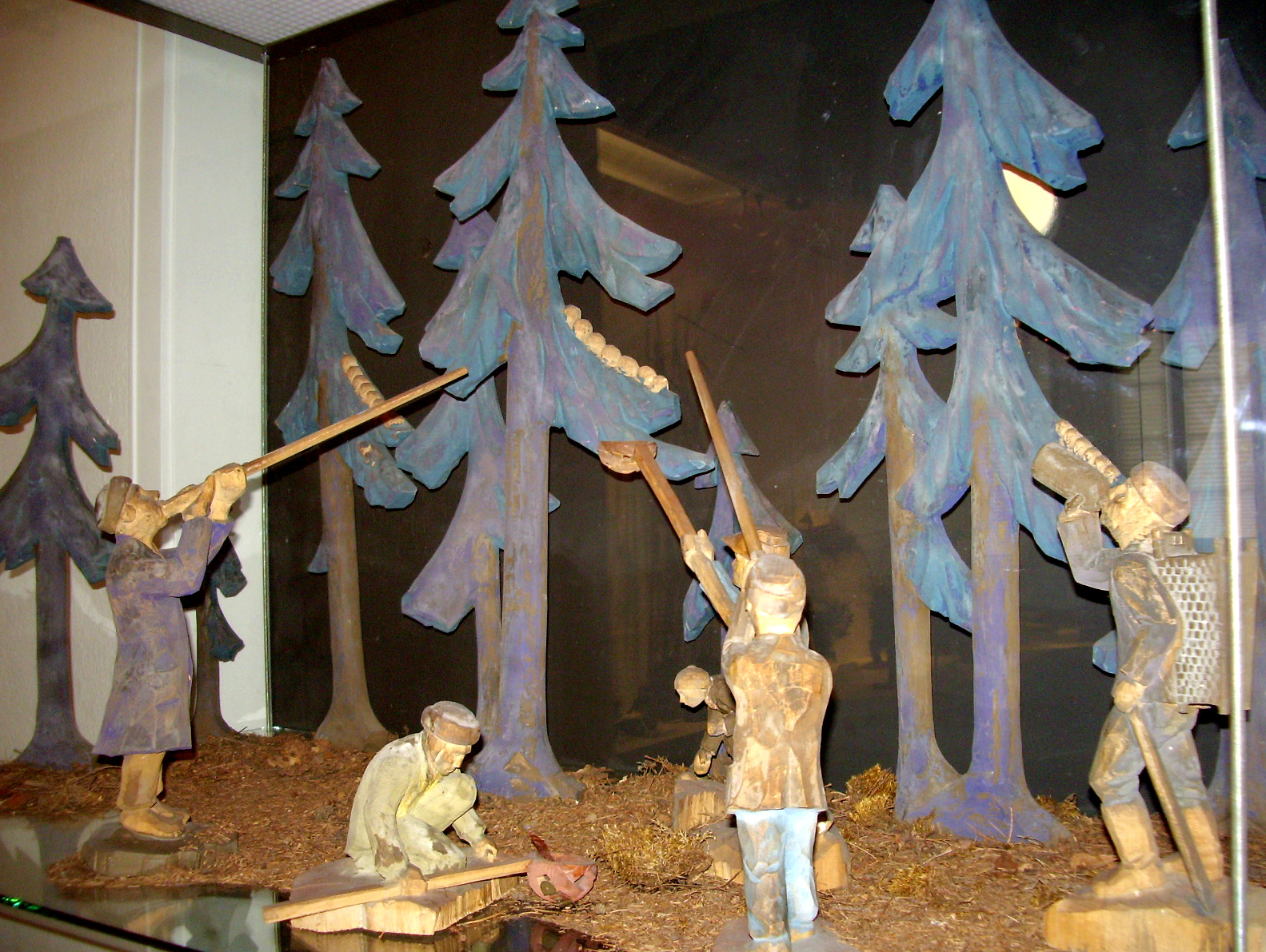
Böhämmer- oder Bergfinkenjagd
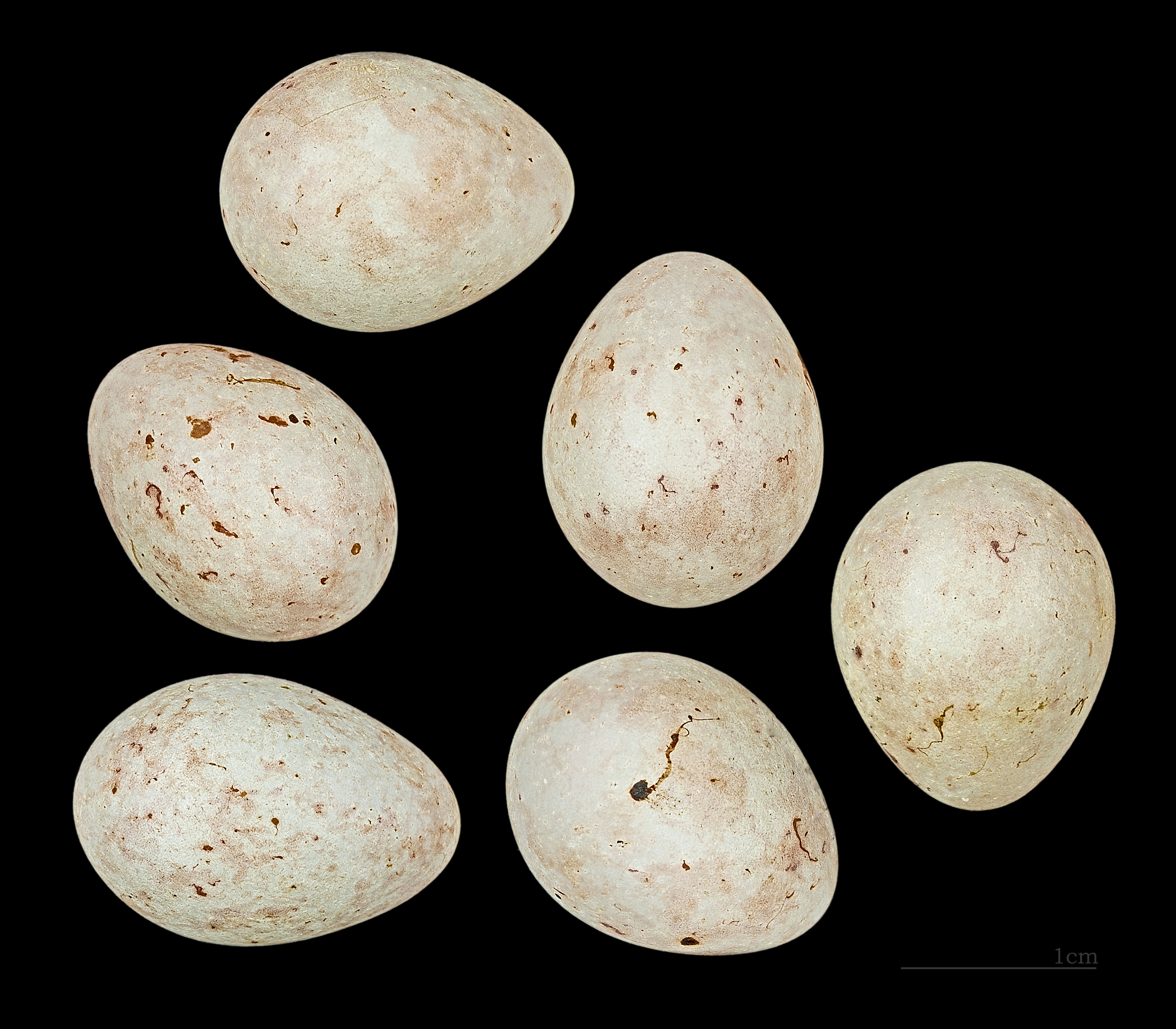
Eier des Bergfinken